# Мамре (ЮАР)
Мамре (англ. Mamre) — небольшой город на юго-западе Южно-Африканской Республики, на территории Западно-Капской провинции. Входит в состав городского округа Кейптаун.

## История
Первое поселение на месте современного города было основано в 1701 году Голландской Ост-Индской компанией. Оно называлось Груне-Клоф (Groene Kloof) и просуществовало до 1791 года. Город Мамре был основан в 1808 году как миссия Моравской церкви.

## Географическое положение
Город расположен в юго-западной части провинции, вблизи побережья Атлантического океана, на расстоянии приблизительно 41 километра (по прямой) к северу от Кейптауна, административного центра провинции. Абсолютная высота — 252 метра над уровнем моря.

## Климат
Климат города субтропический средиземноморский. Среднегодовое количество осадков — 389 мм. Наибольшее количество осадков выпадает в период с апреля по октябрь. Средний максимум температуры воздуха варьируется от 15,9 °C (в июле), до 27,3 °C (в феврале). Самым холодным месяцем в году является июль. Средняя минимальная ночная температура для этого месяца составляет 7 °C.

## Население
По данным официальной переписи 2001 года, население составляло 7276 человек, из которых мужчины составляли 50,07 %, женщины — соответственно 49,93 %. В расовом отношении цветные составляли 97,81 % от населения города, негры — 1,98 %; азиаты (в том числе индийцы)— 0,16 %; белые — 0,04 %. Наиболее распространёнными среди горожан языками были: африкаанс (96,76 %) и английский (3,23 %).

Согласно данным, полученным в ходе проведения официальной переписи 2011 года, в Мамре проживало 9048 человек, из которых мужчины составляли 49, 88 %, женщины — соответственно 50,12 %. В расовом отношении цветные составляли 94,63 % от населения города, негры — 2,98 %; белые — 0,32 %; азиаты (в том числе индийцы) — 0,28 %, представители других рас —1,78 %. Наиболее распространёнными среди жителей города языками являлись: африкаанс (92,33 %) и английский (6,03 %).